# Помрой, Генри, 2-й виконт Харбертон
Генри Помрой, 2-й виконт Харбертон (англ. Henry Pomeroy, 2nd Viscount Harberton; 8 декабря 1749 — 29 ноября 1829) — англо-ирландский политик.

## Биография
Родился 8 декабря 1749 года. Старший сын Артура Помроя, 1-го виконта Харбертона (1723—1798), и его жены Мэри Колли (1723—1794), дочери Генри Колли из замка Камбери, и леди Мэри Гамильтон.
Он получил образование в колледже Крайст-черч Оксфордского университета.
Генри Помрой заседал в Ирландской палате общин от Страбана в 1776—1797 годах. Он был призван в ирландскую коллегию адвокатов в 1775 году.
9 апреля 1798 года после смерти своего отца Генри Помрой унаследовал титулы 2-го виконта Харбертона и 2-го барона Харбертона из Карбери, графство Килдэр, заняв своё место в Палате лордов Ирландии.
20 января 1778 года Генри Помрой женился на Мэри Грейди (1764 — 22 января 1823), дочери Николаса Грейди, от брака с которым у него был один сын:
- Достопочтенный Генри Помрой (28 ноября 1788 — 10 марта 1804)[1]

Лорд Харбертон скончался 30 ноября 1829 года в возрасте 79 лет. Его титулы унаследовал его младший брат, Артур Помрой, 3-й виконт Харбертон.